# 东张镇 (临猗县)
东张镇，是中华人民共和国山西省运城市临猗县下辖的一个乡镇级行政单位。

## 行政区划
东张镇下辖以下地区：
街东村、街西村、西堡里村、夏里村、夹马口村、西仪村、新城庄村、兴善村、张仙村、杨杏村、冯留村、太丰村、积善村、社兴村、东莱庄村、次樊村、百里营村、西寺后村、樊哲村、芦底村、王家营村、红旗村、新民庄村和峪南村。